# Sagopa Kajmer
Sagopa Kajmer (Samsun, 17 augustus 1978) (echte naam Yunus Özyavuz) of kortweg Sago/Sagopa is een Turkse rapper.

## Betekenis Sagopa Kajmer
Het verhaal is dat er vele archeologen stierven terwijl ze 'het mysterie' van de piramide probeerden te ontrafelen. Uiteindelijk lukte het een archeoloog genaamd "Gerhard Kajmeri" om 'het mysterie' te ontrafelen en schreef hij Sagopa Kajmer op een muur in de piramide. Dit zou vrij vertaald betekenen: "Degene die Sagopa's mysterie heeft ontrafeld".

## Carrière
Yunus Özyavuz begon zijn muzikale leven als dj in een lokaal radiostation in Samsun. In deze periode gebruikte hij "Rapper M.C." (Rapper Mic Check en DJ Mic Check) als pseudoniem. In 1998 richtte hij de band Kuvvetmira op. Sagopa, Kolera en Abluka Alarm zijn anno maart 2009 nog steeds lid van deze band. In 1999 nam hij deel aan het album "Yer altı Operasyonu" onder de naam "Silahsız Kuvvet". In 2001 en 2002 bracht hij twee albums uit genaamd "Sözlerim Silahım" en "İhtiyar Heyeti" onder datzelfde pseudoniem. Hij vervolgde zijn carrière tot op heden onder de naam "Sagopa Kajmer". Sindsdien heeft hij de albums "Bir Pesimistin Gözyaşları" (De tranen van een pessimist) en Romantizma uitgebracht.
Sagopa Kajmer en zijn echtgenote Kolera (Esen Güler-Özyavuz) begonnen samen de platenbedrijf "Melankolia Records". Het eerste album van dit bedrijf was "Kafile" en werd door Sagopa Kajmer, Kolera en andere rappers bij Kuvvetmira uitgebracht. Sagopa Kajmer was de producer.

## Privéleven
Sagopa Kajmer trouwde in 2006 met Kolera, die tevens een rapper is. In 2017 liet het stel weten dat ze waren gescheiden. Naar eigen zeggen is zijn eerste bron van inspiratie zijn vader Mehmet Özyavuz.

## Albums
- Yeraltı Operasyonu (Ondergrondse Operatie) (1998)
- Silahsız Kuvvet - Sözlerim Silahım (Kracht zonder wapen - Mijn teksten mijn wapen) (2001)
- Silahsız Kuvvet - İhtiyar Heyeti (Kracht zonder wapen - Ouderencommissie) (2002)
- Sagopa Kajmer - Sagopa Kajmer (2002)
- Sagopa Kajmer - Bir Pesimsitin Gözyaşları (De tranen van een pessimist) (2003)
- Sagopa Kajmer - Romantizma (2005)
- Kuvvetmira – Kafile (Kuvvetmira – De Karavaan) (2006)
- Sagopa Kajmer & Kolera - İkimizi Anlatan Bir şey (Iets dat ons tweeën definieert) (2007)
- Sagopa Kajmer - Kötü İnsanları Tanıma Senesi (Het jaar van het kennen van de slechte mensen) (2008)
- Sagopa Kajmer - Şarkı Koleksiyoncusu (Lied collectie) (2009)
- Kuvvetmira – Kafile2 - Yeralti Kafilesi (Kuvvetmira – De Ondergrondse Karavaan2) (2010)
- Sagopa Kajmer & Kolera - Bendeki Sen (2010)
- Sagopa Kajmer - Saydam Odalar (2011)
- Sagopa Kajmer - Kalp Hastası (2013)
- Sagopa Kajmer - Sarkastik (2019)
- Sagopa Kajmer - Tek (2021)

### Compilaties
- Melankolia Compilition Vol.1
- Melankolia Compilition Vol.2
- Melankolia Compilition Vol.3

### Mixtapes
- Kuvvetmira Mixtape
- Melankolia Mixtape Vol.1 (2006)

### Ep's
- Pesimist Ep 1
- Pesimist Ep 2
- Pesimist Ep 3
- Disstortion Ep
- Pesimist Ep 4 - Kurşun Asker (De speelgoedsoldaat)
- Pesimist Ep 5 - Kör Cerrah (De blinde chirurg)
- Saykodelik EP - Pesimist Orkestra
- Pesimist EP 6 - Ahmak Islatan

- Library of Congress Control Number: n2012057494
- MusicBrainz: d0416e54-bd61-4498-af75-34ebf0cb84d0
- Virtual International Authority File: 264171945
- WorldCat: E39PBJh8Jj4rGDJ3fhBrwrJkXd